# Districtul Ibn Ziad
Ibn Ziad este un district din provincia Constantine, Algeria.